# Тімоті Барроу
Тімоті Ерл Барроу (англ. Timothy Earle Barrow, нар. 15 лютого 1964 року) — британський дипломат, посол.

## Біографія

### Освіта
- Уорвікський університет.
- Оксфордський університет.

### Дипломатична діяльність
З 1986 року перебуває на дипломатичній службі в Форін-офісі.
У 1987–1988 рр. — референт західноєвропейського департаменту МЗС Великої Британії.
У 1988 −1989 рр. — референт радянського відділу МЗС Великої Британії.
У 1989–1993 рр. — другий секретар посольства Великої Британії в Москві.
У 1993–1994 рр. — начальник відділу у справах Російської Федерації департаменту у справах Східної Європи МЗС Великої Британії.
У 1994–2000 рр. — особистий секретар Міністра закордонних справ Великої Британії.
У 2000–2003 рр. — начальник департаменту зовнішньої політики і безпеки МЗС Великої Британії.
У 2003–2005 рр. — заступник директора управління у справах Європейського Союзу МЗС Великої Британії.
У 2005–2006 рр. — заступник директора політичного управління МЗС Великої Британії.
У 2006–2008 рр. — Надзвичайний і Повноважний Посол Великої Британії в Києві (Україна).
З 2008 року — представник Сполученого Королівства в комісії з питань політики і безпеки Європейського Союзу.
З 2 серпня 2011 року — Надзвичайний і Повноважний Посол Сполученого Королівства в Російській Федерації. Барроу змінить нинішнього посла Великої Британії Енн Прінгл в листопаді 2011 року.

## Нагороди
- Кавалер ордена Святого Михайла і Святого Георгія (2006)[3];
- Лейтенант Королівського Вікторіанського ордену[3];
- Член ордена Британської імперії (1993)[4][3].